# Investigate Europe
Investigate Europe est une coalition de journalistes d'investigation qui se concentre sur des questions européennes approfondies, en utilisant des techniques telles que le reportage de sources ouvertes, le journalisme de données et les demandes de liberté d'information. L'organisation est constituée sous la forme d'une société coopérative européenne à but non lucratif. Ses journalistes mènent des enquêtes approfondies et transfrontalières sur les migrations, les conflits et la corruption, et collaborent avec les principaux médias pour publier leurs conclusions. Cette approche collaborative permet de sensibiliser le public à des questions qui ne font pas l'objet de reportages.

## Histoire
Investigate Europe est fondée en 2016 par un groupe de journalistes économiques de différents pays européens. Elle est enregistrée en tant qu'organisation à but non lucratif en 2019. Les premiers directeurs généraux de l'organisation sont Oliver Moldenhauer et Élisa Simantke.

## Publications
Depuis sa création, Investigate Europe a publié des dizaines d'enquêtes transfrontalières, notamment sur un traité de protection des investissements peu connu jusqu'alors, le Traité sur la Charte de l'énergie, à la suite duquel plus d'un million de personnes signent une pétition appelant les pays de l'UE à se retirer du traité. Plusieurs États membres de l'UE, dont la France, se retirent finalement du traité,,. Dans une autre enquête, Investigate Europe révéle le journal de bord de Moria, dans lequel la direction du camp consigne les conditions dans lesquelles les mineurs non accompagnés sont hébergés dans le camp de réfugiés de Moria sur l'île grecque de Lesbos. Dans le cadre du projet Secrets of Council, Investigate Europe travaille depuis 2017 à rendre plus transparente la prise de décision au sein du Conseil de l'UE.

### Intérêts familiaux de la ministre de la Transition énergétique avec le secteur pétrolier
En novembre 2022, une enquête du site d'information Disclose en collaboration avec Investigate Europe, relève des liens familiaux très proches entre le père d'Agnès Pannier-Runacher et ses trois enfants, avec la société Perenco, le numéro deux français du pétrole dont les investissements sont réalisés, via des fonds d'investissements spéculatifs, dans des paradis fiscaux installés dans le Delaware (Millennium Management), en Irlande (MW Global Opportunities) et à Guernesey (Blue Omega Cell). Le père de la ministre, Jean-Michel Runacher, ancien dirigeant de Perenco, décide en 2016 de créer la société Arjunem pour transmettre une partie de son patrimoine à ses petits-enfants, alors âgés de 13 ans, 10 ans et 5 ans, tout en évitant de payer des droits de successions. Pour 10 euros chacun, les enfants entrent au capital, Agnès Pannier-Runacher signe et Jean-Michel Runacher apporte les 1,2 million d’euros restant, le capital investi dans Arjunem est déposé dans une banque privée au Luxembourg, CBP Quilvest (un établissement qui a déjà compté comme clients la famille Perrodo, propriétaire de Perenco).

## Reconnaissances
Les recherches d'Investigate Europe sont publiées dans les principaux journaux européens, notamment le The Guardian, Público, Il Fatto Quotidiano, Dagens Nyheter, Gazeta Wyborcza, Republik, Der Standard et Tagesspiegel. En France, les articles d'Investigate Europe sont publiés par des partenaires médias tels que Disclose, Mediapart ou Le Monde, entre autres. Le travail de l'organisation contribue aux débats publics,, aux discussions politiques, et aux processus législatifs, dans l'UE et ses États membres.
Une sélection de nominations et de prix :
- 2023 : La British Society of Editors lui a décerné le prix "Highly Recommended" dans la catégorie "International News Media Organisation of the Year" (Organisation internationale des médias d'information de l'année)[31].
- 2022 : Prix de l'impact IJ4EU[32]
- 2021 : Sélectionné pour le Reporterpreis allemand[33]
- 2021 : Présélectionné pour le Prix de la presse européenne pour la qualité du reportage[34]
- 2020 : Longlist dans la catégorie "Documentaire" du Prix Henri Nannen[35]
- 2019 : Prix Hans Matthöfer du journalisme économique[36]
- 2017 : Prix de la Keynes Society pour le journalisme économique[37]

## Financement
Un certain nombre de petits et grands donateurs soutiennent le travail d'Investigate Europe, de même que des fondations - notamment Fritt Ord, la Fondation Schöpflin, la Fondation Rudolf Augsteinet la Fondation Reva et David Logan. En outre, les programmes Journalismfund et IJ4EU ont soutenu plusieurs enquêtes d'Investigate Europe.